# Pixie

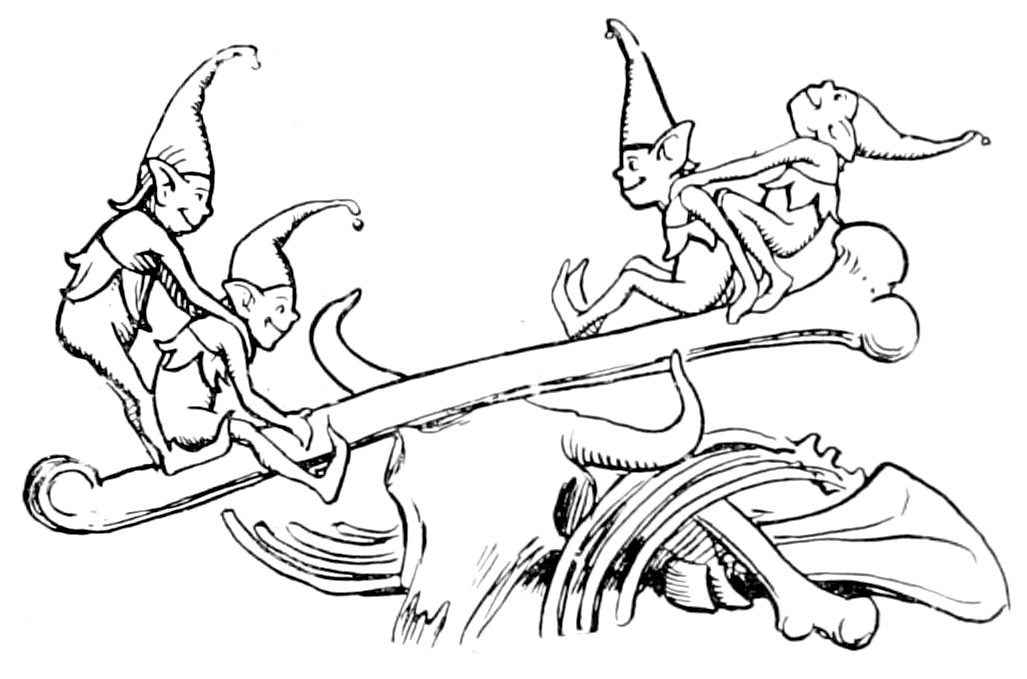
Künstlerische Darstellung von Pixies

Pixies sind kleine Fabelwesen aus der englischen Folklore, deren Charakteristika denen von Kobolden und Feen ähneln. Geschichten über diese Wesen sind im Südwesten Englands, in den Regionen Devon und Cornwall, verbreitet. In der traditionellen Darstellung haben pixies meist Flügel, spitze Ohren und grüne Kleidung. Dazu kommen üblicherweise ein spitzer Hut und manchmal auch an den Schläfen spitz nach oben zulaufende Augen.

## Geschichte
Über die Entstehung der pixies gibt es verschiedene Mythen. So sollen die pixies Wesen sein, die nicht gut genug für das Paradies und nicht schlecht genug für die Hölle waren und daher für ewig auf der Erde bleiben mussten. Nach einer anderen Geschichte sind die pixies Druiden, die nicht zum Christentum konvertierten und zur Strafe von Gott so lange geschrumpft wurden, bis sie sich zum Christentum bekannten. Des Weiteren könnten Pixies auch aus einer Liaison zwischen Fee bzw. Elfe und Kobold hervorgegangen sein.
Jüngere Theorien gehen davon aus, dass der Begriff pixie vom Volk der Pikten abgeleitet ist, welches nach der römischen Besatzungszeit in der Region Kaledonien lebte. Aber es gibt keinen bewiesenen Zusammenhang, und der etymologische Zusammenhang ist zweifelhaft.

## Charakteristik
Neben den oben aufgeführten äußeren Merkmalen werden den pixies auch bestimmte Charaktereigenschaften zugeschrieben. Der Legende nach spielen sie den Menschen Streiche, zum Beispiel, indem sie Sachen stehlen oder heimlich Gegenstände nach ihnen werfen. Des Nachts sollen die pixies Pferde stehlen, die sie noch vor Sonnenaufgang wieder zurückbringen. Der einzige Hinweis, den sie dabei zurücklassen, besteht in den zerzausten Mähnen der Pferde.
Weiterhin hinterlassen die pixies beim Fliegen oder Laufen eine Art Feenstaub, im englischen pixie dust. Nach der Sage wurden Menschen, die im Moor von Dartmoor verschwanden, von pixies absichtlich in die Irre geführt. Um einer pixie zu entkommen, sollen Reisende ihr Mantelinneres nach außen drehen, um die Wesen zu verwirren. Außerdem können pixies durch Gegenstände aus Eisen verletzt oder getötet werden.
Noch heute werden in ländlichen Gegenden kleine Geschenke vor die Häuser gestellt, um die pixies versöhnlich zu stimmen. Durch derartige Respektsbezeugungen sollen die pixies den jeweiligen Familien sogar schon nachts beim Aufräumen des Haushalts geholfen haben.

## Belege
1. ↑  Erin Gore: Pixie. In: Jeffrey Weinstock: The Ashgate Encyclopedia of Literary and Cinematic Monsters. Ashgate Publishing, 2014 ISBN 978-1-4094-2562-5
2. ↑  Pixie Steckbrief. Abgerufen am 1. Mai 2023.